# Grammomys dryas
Grammomys dryas é uma espécie de roedor da família Muridae.
Pode ser encontrada nos seguintes países: Burundi, República Democrática do Congo e Uganda.
Os seus habitats naturais são: regiões subtropicais ou tropicais húmidas de alta altitude.